# مریم و مانی
مریم و مانی فیلمی به کارگردانی و نویسندگی کبری سعیدی محصول سال ۱۳۵۷ است.

## داستان
«مریم» تکفل خانواده‌ای پرجمعیت را بر عهده دارد. خانه مسکونی این خانواده به دلیل تاخیر در پرداخت اقساط بانک در شرف حراج است. مریم که از فقر به تنگ آمده، در فرصتی که پیدا می‌کند، مبلغ هنگفتی پول از «مانی» تحصیل‌دار یک شرکت سرقت کرده و با این پول، کلیه گرفتاری‌های خانواده را مرتفع می‌کند. عروسی به پا می‌کند، اقساط و بدهی‌های معوقه بانک را پرداخته و زندگی از هم پاشیده‌اش را سامان می‌دهد.
در مقابل زندگی مانی که حرفه‌اش نقاشی است و روحیه‌ای صادق و مهربان دارد از هم می‌پاشد. مانی پیش از گرفتار شدن، تصویری خیالی از مریم نقاشی می‌کتد و چون در بازجویی‌ها نمی‌تواند بی‌گناهی‌اش را به اثبات برساند، راهی زندان می‌شود. مادر مریم، تصویری را که مانی از مریم نقاشی کرده، تکثیر می‌کند و در محله می‌چسباند و موجبات سرزنش وجدان و رسوایی مریم را فراهم می کند.

## بازیگران
- پوری بنایی
- منوچهر احمدی
- آنیک شفرازیان
- عبدالصمد صمدی
- دلبر مردوخی
- ایرج سمندی
- محمد زواره
- روحی ساوجی
- قاسمی
- حسین خانی بیک
- هوشنگ کلهر
- گلشن
- سینا
- آذر
- جلال پیشواییان
- شیرین
- شهروز رضایی
- لیلی
- محمد سخن سنج
- سیما گرجی
- فریده ورجاور
- رضا طاهری
- محسن مهدوی